# Te Whanganui-A-Hei
Ne doit pas être confondu avec Te Whanganui.

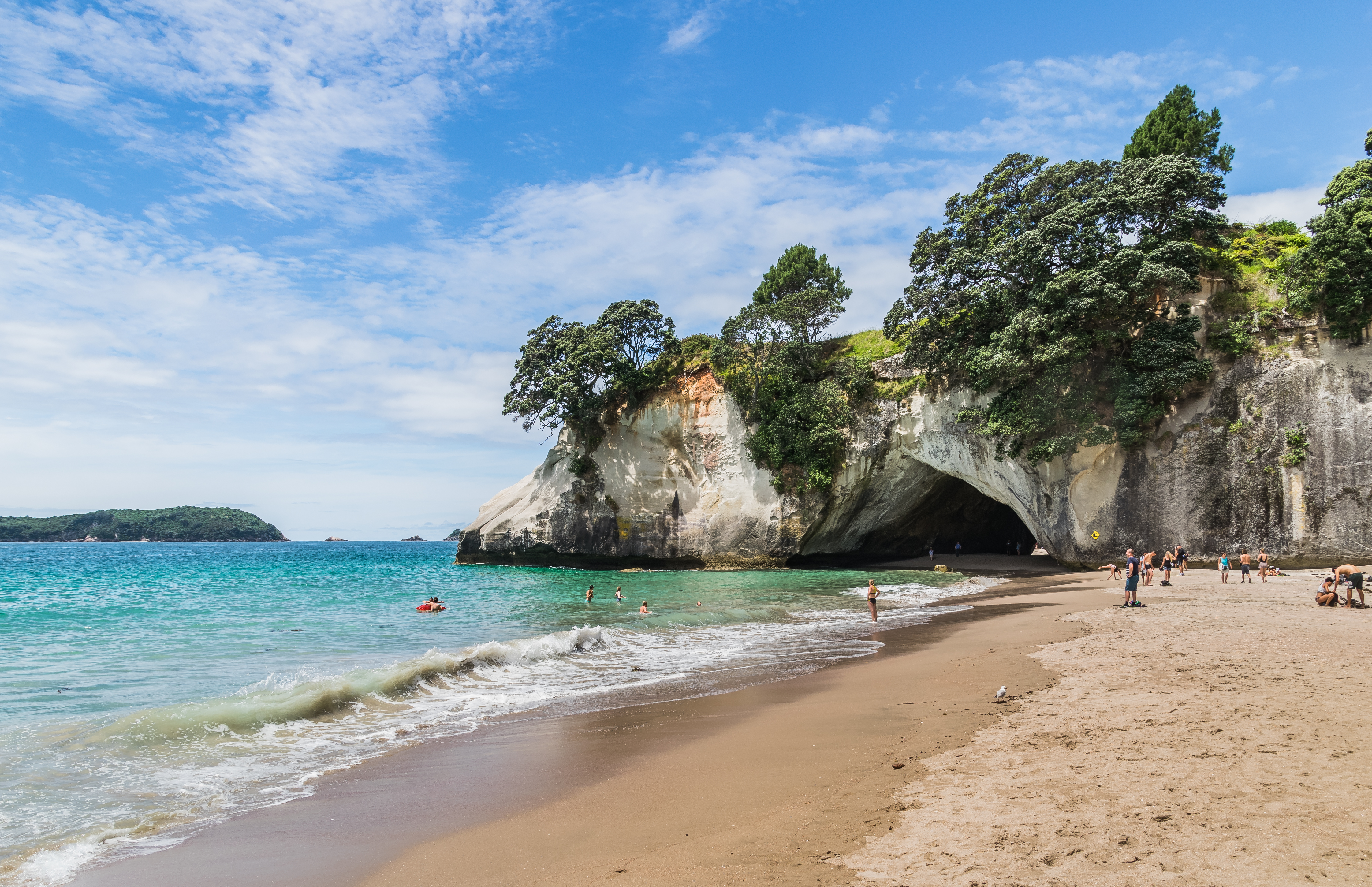
Autre vue de Cathedral Cove à Te Whanganui-A-Hei en mars 2019.

Te Whanganui-A-Hei (Cathedral Cove) est la première réserve marine de la péninsule de Coromandel de Nouvelle-Zélande (région du Waikato). Elle fut établie en 1992 pour préserver les habitats marins dans la région de Motukorure, Moturoa, Motueka et les îles Mahurangi.
Son nom maori, Te Whanganui-A-Hei (« la grande baie de Hei »), fait référence à Hei, un tohunga de la waka Te Arawa. Selon la tradition, Hei choisit la région autour de la baie Mercury pour son iwi, proclamant possession en appelant l'île de Motueka Te Kuraetanga-o-taku-Ihu (« la courbe extérieure de mon nez ») ; il aurait prononcé ces mots sur ce qui est aujourd'hui Hahei.
Cathedral Cove est nommé pour l'arche naturelle qui y est située, liant Mare's Leg Cove à Cathedral Cove. La baie Gemstone et la baie Stingray sont également situées dans la réserve. Il existe une piste allant du nord de la plage de Hahei jusque-là. Il est également possible de marcher depuis le parking de la mairie jusqu'au promontoire entre Hahei et la baie Gemstone.
Ce site a servi aux équipes de Disney pour tourner le film de Le Monde de Narnia : Le Prince Caspian (2008).